# Copa Korać 1984-85
La Copa Korać 1984-85 fue la decimocuarta edición de la Copa Korać, competición creada por la FIBA para equipos europeos que no disputaran ni la Copa de Europa ni la Recopa. Participaron 39 equipos, cinco más que en la edición anterior. La final la disputaron por primera vez dos equipos italianos, con victoria del Simac Milano sobre el Ciaocrem Varese. El partido se jugó en el Palais du Midi de Bruselas.

## Primera ronda
| Equipo 1                | Agr.    | Equipo 2                | Ida    | Vuelta  |
| ----------------------- | ------- | ----------------------- | ------ | ------- |
| İTÜ                     | 161–165 | Akademik Varna          | 71–96  | 90–69   |
| Keravnos                | 113–199 | Panionios               | 55–115 | 58–84   |
| Team Glasgow            | 166–212 | Licor 43                | 86–108 | 80–104  |
| Cars Warrington         | 163–142 | Standard Liège          | 78–74  | 85–68   |
| Aris                    | 207–166 | Levski-Spartak          | 90–66  | 117–100 |
| Sutton & Crystal Palace | 157–169 | Doppeldouche Den Helder | 80–89  | 77–80   |
| Amicale                 | 137–150 | Regenerin Klagenfurt    | 71–68  | 66–82   |
| Maes Pils               | 146–148 | Clesa Ferrol            | 81–72  | 65–76   |
| Sparta Bertrange        | 156–208 | Stade Français          | 85–106 | 71–102  |
| ZTE                     | 139–152 | Fenerbahçe              | 84–78  | 55–74   |
| Ionikos Nikaias         | 148–189 | Hapoel Haifa            | 74–77  | 74–112  |

## Segunda ronda
| Equipo 1                | Agr.    | Equipo 2          | Ida     | Vuelta  |
| ----------------------- | ------- | ----------------- | ------- | ------- |
| Akademik Varna          | 158–174 | Stroitel          | 65–66   | 93–108  |
| Panionios               | 142–175 | Ciaocrem Varese   | 67–91   | 75–84   |
| Licor 43                | 175–157 | Olympique Antibes | 88–72   | 87–85   |
| Cars Warrington         | 152–162 | Peroni Livorno    | 87–69   | 65–93   |
| Aris                    | 173–165 | Zadar             | 84–71   | 89–94   |
| Doppeldouche Den Helder | 183–196 | Renault Gent      | 82–81   | 101–115 |
| Regenerin Klagenfurt    | 152–196 | Cajamadrid        | 82–98   | 70–98   |
| Clesa Ferrol            | 172–144 | AEK               | 82–67   | 90–77   |
| Stade Français          | 183–158 | Hapoel Ramat Gan  | 96–83   | 87–75   |
| Fenerbahçe              | 178–171 | Borac Čačak       | 93–82   | 85–89   |
| Hapoel Haifa            | 199–197 | Šibenka           | 105–100 | 94–97   |
| Assubel Mariembourg     | 166–185 | Moderne           | 88–76   | 78–109  |

Clasificados automáticamente para cuartos de final
- Orthez (defensor del título)
- Crvena zvezda
- Jollycolombani Cantù
- Simac Milano

## Cuartos de final
Los cuartos de final se jugaron dividiendo los 16 equipos clasificados en cuatro grupos con un sistema de todos contra todos.
|  | El primer clasificado avanza a semifinales |

|    | Equipo               | PJ | Pts | G | P | PF  | PC  | Dif. |
| -- | -------------------- | -- | --- | - | - | --- | --- | ---- |
| 1. | Crvena zvezda        | 6  | 11  | 5 | 1 | 593 | 526 | +67  |
| 2. | Jollycolombani Cantù | 6  | 11  | 5 | 1 | 599 | 536 | +63  |
| 3. | Licor 43             | 6  | 8   | 2 | 4 | 556 | 569 | -13  |
| 4. | Hapoel Haifa         | 6  | 6   | 0 | 6 | 504 | 621 | -117 |

|    | Equipo         | PJ | Pts | G | P | PF  | PC  | Dif. |
| -- | -------------- | -- | --- | - | - | --- | --- | ---- |
| 1. | Simac Milano   | 6  | 12  | 6 | 0 | 606 | 524 | +82  |
| 2. | Stroitel       | 6  | 10  | 4 | 2 | 540 | 496 | +44  |
| 3. | Stade Français | 6  | 8   | 2 | 4 | 569 | 592 | -23  |
| 4. | Fenerbahçe     | 6  | 6   | 0 | 6 | 496 | 599 | -103 |

|    | Equipo          | PJ | Pts | G | P | PF  | PC  | Dif. |
| -- | --------------- | -- | --- | - | - | --- | --- | ---- |
| 1. | Ciaocrem Varese | 6  | 11  | 5 | 1 | 572 | 472 | +100 |
| 2. | Orthez          | 6  | 11  | 5 | 1 | 571 | 487 | +84  |
| 3. | Clesa Ferrol    | 6  | 7   | 1 | 5 | 536 | 565 | -29  |
| 4. | Renault Gent    | 6  | 7   | 1 | 5 | 473 | 628 | -155 |

|    | Equipo         | PJ | Pts | G | P | PF  | PC  | Dif. |
| -- | -------------- | -- | --- | - | - | --- | --- | ---- |
| 1. | Aris           | 6  | 10  | 4 | 2 | 582 | 538 | +44  |
| 2. | Peroni Livorno | 6  | 10  | 4 | 2 | 563 | 544 | +19  |
| 3. | Cajamadrid     | 6  | 9   | 3 | 3 | 543 | 551 | -8   |
| 4. | Moderne        | 6  | 7   | 1 | 5 | 544 | 599 | -55  |

## Semifinales
| Equipo 1     | Agr.    | Equipo 2        | Ida    | Vuelta |
| ------------ | ------- | --------------- | ------ | ------ |
| Simac Milano | 209–185 | Crvena zvezda   | 109–86 | 100–99 |
| Aris         | 151–172 | Ciaocrem Varese | 80–77  | 71–95  |

## Final
21 de marzo, Palais du Midi, Bruselas
| Equipo 1        | Resultado | Equipo 2     |
| --------------- | --------- | ------------ |
| Ciaocrem Varese | 78–91     | Simac Milano |

| 21 de marzo de 1985 | Ciaocrem Varese                  | 78–91       | Simac Milano                  | |  |
|                     | Parciales: 33-41, 45-50          |             |                               | |  |
|                     | Estadísticas Romeo Sacchetti, 28 | Reporte Pts | Estadísticas Russ Schoene, 33 | Pabellón: Palais du Midi, Bruselas Asistencia: 1.500 espectadores Árbitros: Collin Gerrard (ENG), Wyeslaw Zych (POL) |  |

| Campeón de la Copa Korać 1984–85 |
| -------------------------------- |
| Simac Milano 1.er título         |